# Dipsas vermiculata
Dipsas vermiculata este o specie de șerpi din genul Dipsas, familia Colubridae, descrisă de Peters 1960. Conform Catalogue of Life specia Dipsas vermiculata nu are subspecii cunoscute.